# ロシアフィギュアスケート選手権
ロシアフィギュアスケート選手権（ロシア語: Чемпионат России по Фигурному Катанию, 英語: Russian Figure Skating Championships）は、ロシアのフィギュアスケート競技会。

## 概要
ソビエト連邦フィギュアスケート選手権が1991年12月5-8日の実施をもって終結し、以降それを引き継いでいる一つがロシアフィギュアスケート選手権である。シニアクラスの男女シングル、ペア、アイスダンスの4種目で行われ、開催日は12月に開催されたり、年明けの1月に開催されたりなどまちまちである。
世界選手権やオリンピックの代表選考には欧州選手権の結果が入り、ロシアチャンピオンはここで6位以内に入らないと派遣されず国内2位以下に代表が繰り上がりとなる事が多い。また世界ジュニアフィギュアスケート選手権の結果を待って選考したり、過去の実績も含めて該当しそうな選手を集めてテストスケートをして代表を選ぶ事もある。

## 歴代メダリスト

### 男子シングル
| 年        | 開催地               | 金                           | 銀                         | 銅                           |
| --------- | -------------------- | ---------------------------- | -------------------------- | ---------------------------- |
| 1992/1993 | チェリャビンスク     | アレクセイ・ウルマノフ       | イリヤ・クーリック         | オレグ・タタウロフ           |
| 1993/1994 | サンクトペテルブルク | アレクセイ・ウルマノフ       | オレグ・タタウロフ         | イゴール・パシケビッチ       |
| 1994/1995 | モスクワ             | アレクセイ・ウルマノフ       | イリヤ・クーリック         | オレグ・タタウロフ           |
| 1995/1996 | サマラ               | アレクセイ・ウルマノフ       | イリヤ・クーリック         | イゴール・パシケビッチ       |
| 1996/1997 | モスクワ             | イリヤ・クーリック           | アレクセイ・ウルマノフ     | アレクセイ・ヤグディン       |
| 1997/1998 | モスクワ             | イリヤ・クーリック           | アレクセイ・ヤグディン     | エフゲニー・プルシェンコ     |
| 1998/1999 | モスクワ             | エフゲニー・プルシェンコ     | アレクセイ・ヤグディン     | アレクセイ・ウルマノフ       |
| 1999/2000 | モスクワ             | エフゲニー・プルシェンコ     | アレクセイ・ヤグディン     | アレクサンドル・アプト       |
| 2000/2001 | モスクワ             | エフゲニー・プルシェンコ     | アレクセイ・ヤグディン     | アレクサンドル・アプト       |
| 2001/2002 | モスクワ             | エフゲニー・プルシェンコ     | アレクサンドル・アプト     | イリヤ・クリムキン           |
| 2002/2003 | カザン               | アレクサンドル・アプト       | イリヤ・クリムキン         | スタニスラフ・ティムチェンコ |
| 2003/2004 | サンクトペテルブルク | エフゲニー・プルシェンコ     | イリヤ・クリムキン         | アンドレイ・グリアゼフ       |
| 2004/2005 | サンクトペテルブルク | エフゲニー・プルシェンコ     | アンドレイ・グリアゼフ     | アンドレイ・レジン           |
| 2005/2006 | カザン               | エフゲニー・プルシェンコ     | イリヤ・クリムキン         | セルゲイ・ドブリン           |
| 2006/2007 | ムィティシ           | アンドレイ・グリアゼフ       | アンドレイ・ルータイ       | セルゲイ・ドブリン           |
| 2007/2008 | サンクトペテルブルク | セルゲイ・ボロノフ           | アンドレイ・ルータイ       | アンドレイ・グリアゼフ       |
| 2008/2009 | カザン               | セルゲイ・ボロノフ           | アルチョム・ボロドゥリン   | アンドレイ・ルータイ         |
| 2009/2010 | サンクトペテルブルク | エフゲニー・プルシェンコ     | セルゲイ・ボロノフ         | アルチョム・ボロドゥリン     |
| 2010/2011 | サランスク           | コンスタンティン・メンショフ | アルトゥール・ガチンスキー | ジャン・ブシュ               |
| 2011/2012 | サランスク           | エフゲニー・プルシェンコ     | アルトゥール・ガチンスキー | セルゲイ・ボロノフ           |
| 2012/2013 | ソチ                 | エフゲニー・プルシェンコ     | セルゲイ・ボロノフ         | コンスタンティン・メンショフ |
| 2013/2014 | ソチ                 | マキシム・コフトゥン         | エフゲニー・プルシェンコ   | セルゲイ・ボロノフ           |
| 2014/2015 | ソチ                 | マキシム・コフトゥン         | セルゲイ・ボロノフ         | アディアン・ピトキーエフ     |
| 2015/2016 | エカテリンブルク     | マキシム・コフトゥン         | ミハイル・コリヤダ         | アレクサンドル・ペトロフ     |
| 2016/2017 | チェリャビンスク     | ミハイル・コリヤダ           | アレクサンドル・サマリン   | マキシム・コフトゥン         |
| 2017/2018 | サンクトペテルブルク | ミハイル・コリヤダ           | アレクサンドル・サマリン   | ドミトリー・アリエフ         |
| 2018/2019 | サランスク           | マキシム・コフトゥン         | ミハイル・コリヤダ         | アレクサンドル・サマリン     |
| 2019/2020 | クラスノヤルスク     | ドミトリー・アリエフ         | アルトゥール・ダニエリヤン | アレクサンドル・サマリン     |
| 2020/2021 | チェリャビンスク     | ミハイル・コリヤダ           | マカール・イグナトフ       | マルク・コンドラチュク       |
| 2021/2022 | サンクトペテルブルク | マルク・コンドラチュク       | ミハイル・コリヤダ         | アンドレイ・モザリョフ       |
| 2022/2023 | クラスノヤルスク     | エフゲニー・セメネンコ       | ピョートル・グメンニク     | アレクサンドル・サマリン     |
| 2023/2024 | チェリャビンスク     | エフゲニー・セメネンコ       | ウラジスラフ・ジキジ       | ピョートル・グメンニク       |
| 2024/2025 | オムスク             | ウラジスラフ・ジキジ         | グレブ・ルトフリン         | エフゲニー・セメネンコ       |

### 女子シングル
| 年        | 開催地               | 金                             | 銀                             | 銅                             |
| --------- | -------------------- | ------------------------------ | ------------------------------ | ------------------------------ |
| 1992/1993 | チェリャビンスク     | マリア・ブッテルスカヤ         | ユリア・ボロビエワ             | タチアナ・ラチコワ             |
| 1993/1994 | サンクトペテルブルク | オルガ・マルコワ               | マリア・ブッテルスカヤ         | イリーナ・スルツカヤ           |
| 1994/1995 | モスクワ             | マリア・ブッテルスカヤ         | オルガ・マルコワ               | イリーナ・スルツカヤ           |
| 1995/1996 | サマラ               | マリア・ブッテルスカヤ         | イリーナ・スルツカヤ           | オルガ・マルコワ               |
| 1996/1997 | モスクワ             | マリア・ブッテルスカヤ         | オルガ・マルコワ               | イリーナ・スルツカヤ           |
| 1997/1998 | モスクワ             | マリア・ブッテルスカヤ         | ユリア・ソルダトワ             | エレーナ・ソコロワ             |
| 1998/1999 | モスクワ             | マリア・ブッテルスカヤ         | ユリア・ソルダトワ             | ビクトリア・ボルチコワ         |
| 1999/2000 | モスクワ             | イリーナ・スルツカヤ           | マリア・ブッテルスカヤ         | ビクトリア・ボルチコワ         |
| 2000/2001 | モスクワ             | イリーナ・スルツカヤ           | ビクトリア・ボルチコワ         | マリア・ブッテルスカヤ         |
| 2001/2002 | モスクワ             | イリーナ・スルツカヤ           | マリア・ブッテルスカヤ         | ビクトリア・ボルチコワ         |
| 2002/2003 | カザン               | エレーナ・ソコロワ             | イリーナ・スルツカヤ           | タチアナ・バソワ               |
| 2003/2004 | サンクトペテルブルク | エレーナ・ソコロワ             | ユリア・ソルダトワ             | クリスチーナ・オブラソワ       |
| 2004/2005 | サンクトペテルブルク | イリーナ・スルツカヤ           | エレーナ・ソコロワ             | リリヤ・ビクタギロワ           |
| 2005/2006 | カザン               | エレーナ・ソコロワ             | ビクトリア・ボルチコワ         | リリヤ・ビクタギロワ           |
| 2006/2007 | ムィティシ           | クセニア・ドロニナ             | アレクサンドラ・イエヴレワ     | エレーナ・ソコロワ             |
| 2007/2008 | サンクトペテルブルク | クセニア・ドロニナ             | ニーナ・ペトゥシコワ           | オリガ・ナイヂョノワ           |
| 2008/2009 | カザン               | アデリナ・ソトニコワ           | エリザベータ・トゥクタミシェワ | カタリナ・ゲルボルト           |
| 2009/2010 | サンクトペテルブルク | クセニヤ・マカロワ             | アリョーナ・レオノワ           | エリザベータ・トゥクタミシェワ |
| 2010/2011 | サランスク           | アデリナ・ソトニコワ           | アリョーナ・レオノワ           | エリザベータ・トゥクタミシェワ |
| 2011/2012 | サランスク           | アデリナ・ソトニコワ           | ユリア・リプニツカヤ           | アリョーナ・レオノワ           |
| 2012/2013 | ソチ                 | エリザベータ・トゥクタミシェワ | エレーナ・ラジオノワ           | アデリナ・ソトニコワ           |
| 2013/2014 | ソチ                 | アデリナ・ソトニコワ           | ユリア・リプニツカヤ           | エレーナ・ラジオノワ           |
| 2014/2015 | ソチ                 | エレーナ・ラジオノワ           | エリザベータ・トゥクタミシェワ | エフゲニア・メドベージェワ     |
| 2015/2016 | エカテリンブルク     | エフゲニア・メドベージェワ     | エレーナ・ラジオノワ           | アンナ・ポゴリラヤ             |
| 2016/2017 | チェリャビンスク     | エフゲニア・メドベージェワ     | アリーナ・ザギトワ             | マリア・ソツコワ               |
| 2017/2018 | サンクトペテルブルク | アリーナ・ザギトワ             | マリア・ソツコワ               | アリョーナ・コストルナヤ       |
| 2018/2019 | サランスク           | アンナ・シェルバコワ           | アレクサンドラ・トゥルソワ     | アリョーナ・コストルナヤ       |
| 2019/2020 | クラスノヤルスク     | アンナ・シェルバコワ           | アリョーナ・コストルナヤ       | アレクサンドラ・トゥルソワ     |
| 2020/2021 | チェリャビンスク     | アンナ・シェルバコワ           | カミラ・ワリエワ               | アレクサンドラ・トゥルソワ     |
| 2021/2022 | サンクトペテルブルク | アレクサンドラ・トゥルソワ     | アンナ・シェルバコワ           | アデリア・ペトロシアン         |
| 2022/2023 | サンクトペテルブルク | ソフィア・アカチエワ           | エリザベータ・トゥクタミシェワ | ソフィア・ムラビヨワ           |
| 2023/2024 | チェリャビンスク     | アデリア・ペトロシアン         | ソフィア・ムラビヨワ           | クセニア・シニツィナ           |
| 2024/2025 | オムスク             | アデリア・ペトロシアン         | ダリア・サドコワ               | アリーナ・ゴルバチェワ         |

### ペア
| 年        | 開催地               | 金                                                      | 銀                                                      | 銅                                                          |
| --------- | -------------------- | ------------------------------------------------------- | ------------------------------------------------------- | ----------------------------------------------------------- |
| 1992/1993 | チェリャビンスク     | エフゲーニヤ・シシコワ and ヴァディム・ナウモフ         | マリナ・エルツォワ and アンドレイ・ブシュコフ           | エレナ・トビアシュ and セルゲイ・スミルノフ                 |
| 1993/1994 | サンクトペテルブルク | エカテリーナ・ゴルデーワ and セルゲイ・グリンコフ       | ナタリヤ・ミシュクテノク and アルトゥール・ドミトリエフ | エフゲーニヤ・シシコワ and ヴァディム・ナウモフ             |
| 1994/1995 | モスクワ             | マリナ・エルツォワ and アンドレイ・ブシュコフ           | マリア・ペトロワ and アントン・シハルリドゼ             | ナタリア・クレスティアニノワ and アレクセイ・トルチンスキー |
| 1995/1996 | サマラ               | エフゲーニヤ・シシコワ and ヴァディム・ナウモフ         | マリナ・エルツォワ and アンドレイ・ブシュコフ           | オクサナ・カザコワ and アルトゥール・ドミトリエフ           |
| 1996/1997 | モスクワ             | マリナ・エルツォワ and アンドレイ・ブシュコフ           | エレーナ・ベレズナヤ and アントン・シハルリドゼ         | エフゲーニヤ・シシコワ and ヴァディム・ナウモフ             |
| 1997/1998 | モスクワ             | マリナ・エルツォワ and アンドレイ・ブシュコフ           | エレーナ・ベレズナヤ and アントン・シハルリドゼ         | オクサナ・カザコワ and アルトゥール・ドミトリエフ           |
| 1998/1999 | モスクワ             | エレーナ・ベレズナヤ and アントン・シハルリドゼ         | マリア・ペトロワ and アレクセイ・ティホノフ             | タチアナ・トトミアニナ and マキシム・マリニン               |
| 1999/2000 | モスクワ             | エレーナ・ベレズナヤ and アントン・シハルリドゼ         | マリア・ペトロワ and アレクセイ・ティホノフ             | タチアナ・トトミアニナ and マキシム・マリニン               |
| 2000/2001 | モスクワ             | エレーナ・ベレズナヤ and アントン・シハルリドゼ         | マリア・ペトロワ and アレクセイ・ティホノフ             | タチアナ・トトミアニナ and マキシム・マリニン               |
| 2001/2002 | モスクワ             | エレーナ・ベレズナヤ and アントン・シハルリドゼ         | タチアナ・トトミアニナ and マキシム・マリニン           | マリア・ペトロワ and アレクセイ・ティホノフ                 |
| 2002/2003 | カザン               | タチアナ・トトミアニナ and マキシム・マリニン           | マリア・ペトロワ and アレクセイ・ティホノフ             | ユリア・オベルタス and アレクセイ・ソコロフ                 |
| 2003/2004 | サンクトペテルブルク | タチアナ・トトミアニナ and マキシム・マリニン           | マリア・ペトロワ and アレクセイ・ティホノフ             | ユリア・オベルタス and セルゲイ・スラフノフ                 |
| 2004/2005 | サンクトペテルブルク | タチアナ・トトミアニナ and マキシム・マリニン           | マリア・ペトロワ and アレクセイ・ティホノフ             | ユリア・オベルタス and セルゲイ・スラフノフ                 |
| 2005/2006 | カザン               | マリア・ペトロワ and アレクセイ・ティホノフ             | ユリア・オベルタス and セルゲイ・スラフノフ             | マリア・ムホルトワ and マキシム・トランコフ                 |
| 2006/2007 | ムィティシ           | マリア・ムホルトワ and マキシム・トランコフ             | ユリア・オベルタス and セルゲイ・スラフノフ             | エレーナ・エファエワ and アレクセイ・メニシコフ             |
| 2007/2008 | サンクトペテルブルク | 川口悠子 and アレクサンドル・スミルノフ                 | マリア・ムホルトワ and マキシム・トランコフ             | アリーナ・ウシャコワ セルゲイ・カレフ                       |
| 2008/2009 | カザン               | 川口悠子 and アレクサンドル・スミルノフ                 | マリア・ムホルトワ and マキシム・トランコフ             | リュボーフィ・イリュシェチキナ and ノダリー・マイスラーゼ   |
| 2009/2010 | サンクトペテルブルク | 川口悠子 and アレクサンドル・スミルノフ                 | マリア・ムホルトワ and マキシム・トランコフ             | ベラ・バザロワ and ユーリ・ラリオノフ                       |
| 2010/2011 | サランスク           | タチアナ・ボロソジャル and マキシム・トランコフ         | 川口悠子 and アレクサンドル・スミルノフ                 | ベラ・バザロワ and ユーリ・ラリオノフ                       |
| 2011/2012 | サランスク           | ベラ・バザロワ and ユーリ・ラリオノフ                   | クセニヤ・ストルボワ and ヒョードル・クリモフ           | アナスタシヤ・マルチュシェワ and アレクセイ・ロゴノフ       |
| 2012/2013 | ソチ                 | タチアナ・ボロソジャル and マキシム・トランコフ         | 川口悠子 and アレクサンドル・スミルノフ                 | クセニヤ・ストルボワ and ヒョードル・クリモフ               |
| 2013/2014 | ソチ                 | クセニヤ・ストルボワ and ヒョードル・クリモフ           | ベラ・バザロワ and ユーリ・ラリオノフ                   | マリア・ヴィガロワ and エゴール・ザクロエフ                 |
| 2014/2015 | ソチ                 | クセニヤ・ストルボワ and ヒョードル・クリモフ           | エフゲーニヤ・タラソワ and ウラジミール・モロゾフ       | 川口悠子 and アレクサンドル・スミルノフ                     |
| 2015/2016 | エカテリンブルク     | タチアナ・ボロソジャル and マキシム・トランコフ         | 川口悠子 and アレクサンドル・スミルノフ                 | エフゲーニヤ・タラソワ and ウラジミール・モロゾフ           |
| 2016/2017 | チェリャビンスク     | クセニヤ・ストルボワ and ヒョードル・クリモフ           | エフゲーニヤ・タラソワ and ウラジミール・モロゾフ       | ナタリア・ザビアコ and アレクサンドル・エンベルト           |
| 2017/2018 | サンクトペテルブルク | エフゲーニヤ・タラソワ and ウラジミール・モロゾフ       | クセニヤ・ストルボワ and ヒョードル・クリモフ           | ナタリア・ザビアコ and アレクサンドル・エンベルト           |
| 2018/2019 | サランスク           | エフゲーニヤ・タラソワ and ウラジミール・モロゾフ       | ナタリア・ザビアコ and アレクサンドル・エンベルト       | アレクサンドラ・ボイコワ and ドミトリー・コズロフスキー     |
| 2019/2020 | クラスノヤルスク     | アレクサンドラ・ボイコワ and ドミトリー・コズロフスキー | エフゲーニヤ・タラソワ and ウラジミール・モロゾフ       | Daria Pavliuchenko and Denis Khodykin                       |
| 2020/2021 | チェリャビンスク     | エフゲーニヤ・タラソワ and ウラジミール・モロゾフ       | アレクサンドラ・ボイコワ and ドミトリー・コズロフスキー | Daria Pavliuchenko and Denis Khodykin                       |
| 2022/2023 | クラスノヤルスク     | アレクサンドラ・ボイコワ and ドミトリー・コズロフスキー | アナスタシヤ・ミーシナ and アレクサンドル・ガリャモフ   | エフゲーニヤ・タラソワ and ウラジミール・モロゾフ           |
| 2023/2024 | チェリャビンスク     | アナスタシヤ・ミーシナ and アレクサンドル・ガリャモフ   | アレクサンドラ・ボイコワ and ドミトリー・コズロフスキー | エカテリーナ・シクマレワ and マトヴェイ・イアンチェンコフ   |
| 2024/2025 | オムスク             | アナスタシヤ・ミーシナ and アレクサンドル・ガリャモフ   | アレクサンドラ・ボイコワ and ドミトリー・コズロフスキー | ナタリア・ハビブリナ and イリヤ・クニャズク                 |

### アイスダンス
| 年        | 開催地               | 金                                                    | 銀                                                    | 銅                                                  |
| --------- | -------------------- | ----------------------------------------------------- | ----------------------------------------------------- | --------------------------------------------------- |
| 1992/1993 | チェリャビンスク     |                                                       |                                                       | アンジェリカ・クリロワ and ウラジミール・フェドロフ |
| 1993/1994 | サンクトペテルブルク | アンジェリカ・クリロワ and ウラジミール・フェドロフ   | イリーナ・ロバチェワ and イリヤ・アベルブフ           | エレーナ・クスタロワ and オレグ・オフシアンニコフ   |
| 1994/1995 | モスクワ             | アンジェリカ・クリロワ and オレグ・オフシアンニコフ   | エレーナ・クスタロワ and ヴァズゲン・アズロヤン       | イリーナ・ロバチェワ and イリヤ・アベルブフ         |
| 1995/1996 | サマラ               | オクサナ・グリシュク and エフゲニー・プラトフ         | アンジェリカ・クリロワ and オレグ・オフシアンニコフ   | イリーナ・ロバチェワ and イリヤ・アベルブフ         |
| 1996/1997 | モスクワ             | イリーナ・ロバチェワ and イリヤ・アベルブフ           | オルガ・シャルテンコ and ドミトリー・ナウムキン       | エカテリーナ・ダビドワ and ロマン・コストマロフ     |
| 1997/1998 | モスクワ             | アンジェリカ・クリロワ and オレグ・オフシアンニコフ   | イリーナ・ロバチェワ and イリヤ・アベルブフ           | アンナ・セメノビッチ and ウラジミール・フェドロフ   |
| 1998/1999 | モスクワ             | アンジェリカ・クリロワ and オレグ・オフシアンニコフ   | イリーナ・ロバチェワ and イリヤ・アベルブフ           | タチアナ・ナフカ and ロマン・コストマロフ           |
| 1999/2000 | モスクワ             | イリーナ・ロバチェワ and イリヤ・アベルブフ           | アンナ・セメノビッチ and ロマン・コストマロフ         | オクサナ・ポトディコワ and デニス・ペチュホフ       |
| 2000/2001 | モスクワ             | イリーナ・ロバチェワ and イリヤ・アベルブフ           | タチアナ・ナフカ and ロマン・コストマロフ             | ナタリア・ロマニウタ and ダニイル・バランツェフ     |
| 2001/2002 | モスクワ             | イリーナ・ロバチェワ and イリヤ・アベルブフ           | タチアナ・ナフカ and ロマン・コストマロフ             | ナタリア・ロマニウタ and ダニイル・バランツェフ     |
| 2002/2003 | カザン               | タチアナ・ナフカ and ロマン・コストマロフ             | スヴェトラーナ・クリコワ and アルセニー・マルコフ     | オクサナ・ドムニナ and マキシム・シャバリン         |
| 2003/2004 | サンクトペテルブルク | タチアナ・ナフカ and ロマン・コストマロフ             | オクサナ・ドムニナ and マキシム・シャバリン           | スヴェトラーナ・クリコワ and ヴィタリー・ノビコフ   |
| 2004/2005 | サンクトペテルブルク | オクサナ・ドムニナ and マキシム・シャバリン           | スヴェトラーナ・クリコワ and ヴィタリー・ノビコフ     | ヤナ・ホフロワ and セルゲイ・ノビツキー             |
| 2005/2006 | カザン               | タチアナ・ナフカ and ロマン・コストマロフ             | オクサナ・ドムニナ and マキシム・シャバリン           | ヤナ・ホフロワ and セルゲイ・ノビツキー             |
| 2006/2007 | ムィティシ           | オクサナ・ドムニナ and マキシム・シャバリン           | ヤナ・ホフロワ and セルゲイ・ノビツキー               | エカテリーナ・ルブレワ and イワン・シェフェル       |
| 2007/2008 | サンクトペテルブルク | ヤナ・ホフロワ and セルゲイ・ノビツキー               | エカテリーナ・ルブレワ and イワン・シェフェル         | エカテリーナ・ボブロワ and ドミトリー・ソロビエフ   |
| 2008/2009 | カザン               | ヤナ・ホフロワ and セルゲイ・ノビツキー               | エカテリーナ・ルブレワ and イワン・シェフェル         | クリスチーナ・ゴルシュコワ and ヴィタリー・ブチコフ |
| 2009/2010 | サンクトペテルブルク | オクサナ・ドムニナ and マキシム・シャバリン           | エカテリーナ・ボブロワ and ドミトリー・ソロビエフ     | エカテリーナ・ルブレワ and イワン・シェフェル       |
| 2010/2011 | サランスク           | エカテリーナ・ボブロワ and ドミトリー・ソロビエフ     | エカテリーナ・リャザーノワ and イリヤ・トカチェンコ   | エレーナ・イリニフ and ニキータ・カツァラポフ       |
| 2011/2012 | サランスク           | エカテリーナ・ボブロワ and ドミトリー・ソロビエフ     | エレーナ・イリニフ and ニキータ・カツァラポフ         | エカテリーナ・リャザーノワ and イリヤ・トカチェンコ |
| 2012/2013 | ソチ                 | エカテリーナ・ボブロワ and ドミトリー・ソロビエフ     | エレーナ・イリニフ and ニキータ・カツァラポフ         | エカテリーナ・リャザーノワ and イリヤ・トカチェンコ |
| 2013/2014 | ソチ                 | エカテリーナ・ボブロワ and ドミトリー・ソロビエフ     | エレーナ・イリニフ and ニキータ・カツァラポフ         | ヴィクトリヤ・シニツィナ and ルスラン・ジガンシン   |
| 2014/2015 | ソチ                 | エレーナ・イリニフ and ルスラン・ジガンシン           | クセニヤ・モンコ and キリル・ハリャヴィン             | アレクサンドラ・ステパノワ and イワン・ブキン       |
| 2015/2016 | エカテリンブルク     | エカテリーナ・ボブロワ and ドミトリー・ソロビエフ     | ヴィクトリヤ・シニツィナ and ニキータ・カツァラポフ   | アレクサンドラ・ステパノワ and イワン・ブキン       |
| 2016/2017 | チェリャビンスク     | エカテリーナ・ボブロワ and ドミトリー・ソロビエフ     | アレクサンドラ・ステパノワ and イワン・ブキン         | ヴィクトリヤ・シニツィナ and ニキータ・カツァラポフ |
| 2017/2018 | サンクトペテルブルク | エカテリーナ・ボブロワ and ドミトリー・ソロビエフ     | アレクサンドラ・ステパノワ and イワン・ブキン         | ティファニー・ザホースキ and ジョナサン・ゲレイロ   |
| 2018/2019 | サランスク           | ヴィクトリヤ・シニツィナ and ニキータ・カツァラポフ   | アレクサンドラ・ステパノワ and イワン・ブキン         | ソフィヤ・エフドキモワ and エゴール・バジン         |
| 2019/2020 | クラスノヤルスク     | ヴィクトリヤ・シニツィナ and ニキータ・カツァラポフ   | アレクサンドラ・ステパノワ and イワン・ブキン         | ティファニー・ザホースキ and ジョナサン・ゲレイロ   |
| 2020/2021 | チェリャビンスク     | アレクサンドラ・ステパノワ and イワン・ブキン         | ティファニー・ザホースキ and ジョナサン・ゲレイロ     | アナスタシヤ・スコプツォワ and キリル・アリョーシン |
| 2022/2023 | クラスノヤルスク     | エリザベータ・クダイベルディエワ and エゴール・バジン | エリザベータ・シャナエワ and パヴェル・ドロースト     | エリザベータ・パセクニク and マキシム・ネクラソフ   |
| 2023/2024 | チェリャビンスク     | アレクサンドラ・ステパノワ and イワン・ブキン         | エリザベータ・クダイベルディエワ and エゴール・バジン | イリーナ・ハフロニナ and デビッド・ナリズニー       |
| 2024/2025 | オムスク             | アレクサンドラ・ステパノワ and イワン・ブキン         | エリザベータ・クダイベルディエワ and エゴール・バジン | イリーナ・ハフロニナ and デビッド・ナリズニー       |

## 参考
- 国際スケート連盟Communication No.1271
- 国際スケート連盟Communication No.1330
- 国際スケート連盟Communication No.1404 (PDF)
- 2024-2025結果
- 2020-2021結果
- 2019-2020結果
- 2018-2019結果
- 2017-2018結果
- 2016-2017結果
- 2015-2016結果
- 2014-2015結果
- 2013-2014結果
- 2012-2013結果
- 2011-2012結果
- 2010-2011結果
- 2009-2010結果
- 2008-2009結果
- 2007-2008結果